# كيفن فاسكيز
كيفن فاسكيز (بالإسبانية: Kevin Vásquez)‏ هو لاعب كرة قدم تشيلي في مركز الوسط، ولد في 27 يونيو 1997 في تشيلي. لعب مع سانتياغو واندررز.

## وصلات خارجية
- كيفن فاسكيز على موقع قاعدة بيانات كرة القدم.إي يو (الإنجليزية)
- كيفن فاسكيز على موقع Soccerway.com (الإنجليزية)
- كيفن فاسكيز على موقع عالم كرة القدم.نت (الإنجليزية)
- كيفن فاسكيز على موقع AS.com (الإسبانية)
- كيفن فاسكيز على موقع GSA (الإنجليزية)